# Serra da Noruega
Serra da Noruega är kullar i Brasilien.   De ligger i delstaten Minas Gerais, i den sydöstra delen av landet, 600 km öster om huvudstaden Brasília.
Omgivningarna runt Serra da Noruega är huvudsakligen savann. Runt Serra da Noruega är det ganska glesbefolkat, med 22 invånare per kvadratkilometer.